# X音素 (美版 第一季)
美版X音素（英語：The X Factor）是一檔美國歌唱比賽的真人秀節目。冠軍將獲得500萬美元的獎勵以及同索尼音樂娛樂旗下的Epic唱片簽訂唱片合約。第一季於2011年9月21日至12月22日在福克斯電視臺首播。梅拉尼·阿瑪羅為本季冠軍，而西蒙·考威尔則是她的導師。
與《英國版X音素》模式一樣的是，所有參賽選手需要經過製作人面試、評委海選、訓練營、評委之家、直播賽等環節。本賽季X音素於2011年3月到6月展開海選環節。節目由威爾士主持人斯蒂夫·瓊斯主持，而評委團則有 西蒙·考威尔、寶拉·阿巴杜、妮可·舒辛格和L·A·瑞德。此外，雪莉·柯爾擔任了洛杉磯和芝加哥地區海選評委。
最早的《美國版X音素》預告片在2011年7月12日美國職棒大聯盟全明星賽直播上播出。第二個宣傳片則於2011年9月11日在国家橄榄球联盟賽事直播上播出。同時該節目也通過加拿大的CTV電視網和CTV電視網電視二台向加拿大同步播出。

## 評委與主持人
在節目宣傳片正式推出的時候，只有西蒙·考威尔是唯一確定的評委人員。他後來說，他在挑選其他評委人選的時候非常慎重，“如果選擇一個非音樂圈的人當人評委，這對節目是十分不必要的。 我會去找那些跟我一樣的人來擔任評委，我可是一個有20年從業經歷的唱片製作人。”有很多關於評委人選的猜測，例如：妮可·舒辛格、乔治·迈克尔、妮琪·米娜、蕾哈娜、凱蒂·佩芮、埃爾頓·約翰、瑪麗亞·凱莉和潔西卡·辛普森，但是西蒙·考威尔很快便否認了凱蒂·佩芮和埃爾頓·約翰會加入評委團。最後，格萊美獎最佳唱片製作、詞曲作者、唱片製作人L·A·瑞德，前任《英國版X音素》評委雪莉·柯爾和西蒙·考威尔在《美國偶像》里的搭檔及評委寶拉·阿巴杜確認為評委。
西蒙·考威尔曾經表示節目將會有兩個主持人。許多人猜測這兩個主持人的人選是《歌舞青春》中的柯賓·布魯和《英國版X音素》的主持人德莫特·奧利（Dermot O'Leary）。還有一種傳聞表示女神卡卡將在節目中以非評委的角色出現。最初，妮可·舒辛格將和威爾士籍主持人斯蒂夫·瓊斯共同主持本節目。
據報導，雪莉·柯爾的名單於2011年5月26日從節目的演職員表中刪除了。媒體猜測節目組已經解雇了她，但是關於她的解雇理由眾說紛紜，有認為是她的英國口音會造成美國觀眾無法理解，有認為是她與寶拉·阿巴杜之間並沒有產生火花，還有認為是她思鄉心切而主動離開。福克斯廣播公司在6月6日確認了雪莉·柯爾的離職，同時也確定了將由妮可·舒辛格取代她的位置。因此斯蒂夫·瓊斯將成為本節目唯一的主持人。西蒙·考威尔在8月5日宣佈雪莉·柯爾的離職原因是她要返回到《英國版X音素》的工作中去，而在那裡他認為雪莉·柯爾會更加自在一些。他說如果雪莉·柯爾的離職原因真的是因為與寶拉·阿巴杜不合的話，那麼他也不會再繼續擔任評委工作了。

## 選拔賽階段

### 海選
《美國版X音素》第一季的首場海選報名於2011年3月28日在加利福尼亞州洛杉磯的洛杉磯紀念體育場（Los Angeles Memorial Sports Arena）舉行；隨後第二場海選報名於4月7日在佛羅里達州邁阿密的聯合銀行中心舉行；第三場海選報名則於4月14日在新澤西州纽瓦克的保德信中心（  ）舉行；第四場海選報名於4月20日在華盛頓州西雅圖的鑰匙球場舉行；第五場海選報名於4月27日在伊利諾伊州芝加哥的西爾斯中心；而最後一場海選報名則於5月26日在德克薩斯州達拉斯的美航中心球場（American Airlines Center）舉行。
據報導，《美國版X音素》於3月27日在洛杉磯的海選報名打破了同類型節目的海選報名記錄，同時也有報導指出約有超過2萬人參與了纽瓦克的海選報名。而在西雅圖的海選報名人數也達到了5000人。
另外，由贊助的自助高清面試亭也同步在夏威夷州的火奴魯魯、亞利桑那州的鳳凰城、田纳西州的纳什维尔、阿拉斯加州的安克雷奇、堪萨斯州的堪萨斯城和科罗拉多州的丹佛设立。自助面試亭原計劃於4月30日關閉，但隨後被延長到5月8日。後來官方再度宣佈，由於面試人數眾多，自助面試亭將延長開放至5月15日。
6月3日，西蒙·考威尔宣佈可以通過上傳自己的面試錄像來參與報名，但是該方式只持續一周，於6月9日截止報名。通過製作人篩選的面試者可以在評委面前表演。
所有通過製作人篩選的面試者在6月到7月期間在評委和現場觀眾面前表演，將由評委決定是否晉級。但是現場觀眾的掌聲有可能影響評委的判斷。
| 海選城市 | 海選日期             | 海選地點       | 播出日期            | 備註                                                        |
| -------- | -------------------- | -------------- | ------------------- | ----------------------------------------------------------- |
| 洛杉磯   | 2011年5月8日 - 9日   | 蓋倫中心       | 2011年9月21日       | 評審團成員：雪莉·柯爾、L·A·瑞德、寶拉·阿巴杜和西蒙·考威尔   |
| 芝加哥   | 2011年5月19日 - 20日 | 西爾斯中心     | 2011年9月28日       | 評審團成員：雪莉·柯爾、L·A·瑞德、寶拉·阿巴杜和西蒙·考威尔   |
| 纽瓦克   | 2011年6月8日 - 9日   | 保德信中心     | 2011年9月29日       | 評審團成員：妮可·舒辛格、L·A·瑞德、寶拉·阿巴杜和西蒙·考威尔 |
| 邁阿密   | 2011年6月14日 - 15日 | 聯合銀行中心   | 2011年9月22日       | 評審團成員：妮可·舒辛格、L·A·瑞德、寶拉·阿巴杜和西蒙·考威尔 |
| 達拉斯   | 2011年6月21日 - 22日 | 美航中心體育館 | 2011年9月22日       | 評審團成員：妮可·舒辛格、L·A·瑞德、寶拉·阿巴杜和西蒙·考威尔 |
| 西雅圖   | 2011年6月28日 - 30日 | 鑰匙球場       | 2011年9月21日、28日 | 評審團成員：妮可·舒辛格、L·A·瑞德、寶拉·阿巴杜和西蒙·考威尔 |

海選實況於2011年9月21日開始播出，但是播出順序與實際海選順序並不相同。

### 訓練營
在“訓練營”的第一日，所有選手將在編舞布萊恩·弗里德曼（Brian Friedman）的指導下進行舞蹈訓練。“訓練營”的第二日，由L·A·瑞德告之他們將分成10人一組，以組為單位登臺表演。他們將有5個小時來練習曲目，同時與舞美指導、編舞和聲樂指導進行交談以獲得專業指導。同時瑞德也警告他們，将会有三分之一的选手被淘汰。
在第一輪的淘汰賽中，第一組選手的表演曲目是電臺司令的；第二組選手表演的曲目是U2樂團的；第三組選手表演的曲目是老鷹樂隊的；第四組選手表演的曲目是羅斯·羅伊斯的；第五組選手表演的曲目是戰鬥五重唱的；第六組選手表演的是妮娜·西蒙的；第七組選手表演的是惠特尼·休斯敦的；第八组选手表演的是利昂娜·刘易斯的；第九组选手表演的是马文·盖伊的；第十组选手表演的是雷可福磊斯的；最后一组选手表演的是雪警合唱团的。
在所有的表演結束后，将由评委进行讨论并淘汰其中三分之一的选手。在评委决定之后，選手們將分成三組依次返回舞臺。三組選手中兩組獲得晉級，而另外一組將被全部淘汰。
在第一輪淘汰之後，總共剩下64名選手。他們從評委那得到一張包含35首歌曲的歌單。所有選手被要求在第二天結束之前，從中選取一首最能代表自己的歌曲進行演唱。演唱將於次日舉行，並且將在3000名現場觀眾和4名評委面前進行表演。在第二輪淘汰賽之後，將會有32名選手晉級“評委之家”環節。
“訓練營”環節的實況分為兩天的節目在電視上播出，10月5日播出的節目為頭兩天的實況，10月6日播出的則是第二天稍晚時候的實況以及第三天的實況。在訓練營環節中，162名海選晉級選手將淘汰至剩下32人，并被分成四組。評委將隨製作組的安排成為其中某一組的導師，共同晉級到“評委之家”環節。

### 評委之家
在“評委之家”環節中，評委兼導師會邀請某位明星擔任該組別的嘉賓導師。西蒙·考威尔負責的女生組所在的“評委之家”位於法國的巴黎，邀請的嘉賓導師是瑪麗亞·凱莉，但由於颶風艾琳未能抵達而作罷。妮可·舒辛格負責的30歲以上組所在的“評委之家”位於加利福尼亞州的马利布，嘉賓導師是安立奎·伊格萊西亞斯；寶拉·阿巴杜負責的團隊組所在的“評委之家”位於加利福尼亞州的圣巴巴拉，嘉賓導師是菲瑞·威廉斯（Pharrell Williams）；L·A·瑞德負責的男生組所在的“評委之家”位於紐約州的漢普頓，邀請的嘉賓導師是蕾哈娜。
按照原定計劃，“評委之家”環節的實況將於10月12日、13日和18日播出。但是由於天氣原因導致2011年度美國聯盟冠軍賽延遲播出，因而“評委之家”的第一場實況播出也被延遲到10月13日播出。第二場實況則於10月16日播出，而第三場實況依然是在10月18日播出。在10月18日播出的最後一場實況中，每個評委將宣佈各組的四名選手晉級直播賽環節。同樣的，由於美國播出時間被延後，因此加拿大的播出時間也必須按照合同予以延後播出。
在評委環節被淘汰的15名選手：
- 女生組：、和。
- 男生組：、和。
- 30歲以上組：、和。
- 團隊組：、和。

梅拉尼·阿瑪羅在女生組被淘汰之後，該組導師西蒙·考威尔事後覺得不應該淘汰她。因此又將她帶回了直播賽，使得晉級名單達到17人。

## 決賽選手
| 男生組（瑞德）     | 阿斯特罗      | 馬庫斯·卡提     | 菲利普·洛馬克斯 | 克里斯·勒內     |             |
| 女生組（西蒙）     | 梅拉尼·阿瑪羅 | 西蒙娜·貝特爾   | 蕾切爾·克勞     | 德魯            | 提亞·特里沃 |
| 30歲以上組（妮可） | 勒羅伊·貝爾   | 斯泰西·弗朗西斯 | 德奎斯特        | 喬希·克拉伊奇克 |             |
| 組合組（寶拉）     | 啤酒男孩      | 熱情少年組      | 琥珀少女        | 立體聲男孩      |             |

備註：
 色塊代表冠軍
 色塊代表亞軍
 色塊代表季軍

## 直播賽階段
第一周直播賽於10月22日，在週二播出。第一周直播賽不開放公眾投票，由該組導師決定每組淘汰哪名選手。女生組由於有5名決賽選手，因此西蒙·考威尔需要在本周淘汰兩名選手。
從第二周直播賽開始，直播時段固定為表演秀為週三，結果秀為週四。但是感恩節特別節目臨時調整為表演秀為週二（11月22日），結果秀為週三（11月23日）。總決賽的上下兩場直播則在12月21日和22日播出。
除第一周沒有表演嘉賓外，從第二周開始，每週的結果秀都有表演嘉賓參與演出。第二周表演嘉賓為嘉；第三周的表演嘉賓為潔西·傑和維勒·史密斯；第四周的表演嘉賓為蕾哈娜；第五周的表演嘉賓為凱莉·克萊森和布鲁诺·马尔斯；第六周的表演嘉賓為泰尼·坦普；第七周的表演嘉賓為玛丽·布莱姬和藍尼·克羅維茲；半決賽的表演嘉賓為佛儸倫薩與機器和評委妮可·舒辛格；總決賽的表演嘉賓則有贾斯汀·比伯、利昂娜·刘易斯、50美分、史提夫·汪达、嘻哈斗牛梗和尼歐。

### 賽況簡介
色塊說明
| – | 表示經由他們導師淘汰的選手                         |
| – | 表示此周有三人進入待定區但任有機會參與最終PK的選手 |
| – | 表示此周有三人進入待定區但直接淘汰的選手           |
| – | 表示票數最低且直接淘汰的選手                       |
| – | 表示票數最高的選手                                 |

| 選手            | 第一周                                      | 第二周                             | 第三周                             | 第四周                                  | 第五周                                      | 第六周                       | 第七周                                      | 第八周                                  | 第九周                                  | 第九周                                  |
| 選手            | 第一周                                      | 第二周                             | 第三周                             | 第四周                                  | 第五周                                      | 第六周                       | 第七周                                      | 第八周                                  | 上半場                                  | 下半場                                  |
| --------------- | ------------------------------------------- | ---------------------------------- | ---------------------------------- | --------------------------------------- | ------------------------------------------- | ---------------------------- | ------------------------------------------- | --------------------------------------- | --------------------------------------- | --------------------------------------- |
| 梅拉尼·阿瑪羅   | 晉級                                        | 晉級                               | 晉級                               | 晉級                                    | 晉級                                        | 晉級                         | 晉級                                        | 晉級                                    | 當周票選第一                            | 冠軍                                    |
| 喬希·克拉伊奇克 | 晉級                                        | 晉級                               | 晉級                               | 晉級                                    | 晉級                                        | 晉級                         | 晉級                                        | 晉級                                    | 當周票選第二                            | 亞軍                                    |
| 克里斯·勒內     | 晉級                                        | 晉級                               | 晉級                               | 晉級                                    | 晉級                                        | 晉級                         | 晉級                                        | 晉級                                    | 當周票選第三                            | 淘汰                                    |
| 馬庫斯·卡提     | 晉級                                        | 晉級                               | 晉級                               | 晉級                                    | 當周票選第七                                | 當周票選倒數                 | 當周票選第四                                | 當周票選第四                            | 淘汰                                    | 淘汰                                    |
| 蕾切爾·克勞     | 晉級                                        | 晉級                               | 晉級                               | 晉級                                    | 晉級                                        | 晉級                         | 當周票選第五                                | 淘汰                                    | 淘汰                                    | 淘汰                                    |
| 德魯            | 晉級                                        | 晉級                               | 晉級                               | 晉級                                    | 晉級                                        | 當周票選倒數                 | 淘汰                                        | 淘汰                                    | 淘汰                                    | 淘汰                                    |
| 阿斯特罗        | 晉級                                        | 晉級                               | 晉級                               | 當周票選倒數                            | 晉級                                        | 當周票選第七                 | 淘汰                                        | 淘汰                                    | 淘汰                                    | 淘汰                                    |
| 勒羅伊·貝爾     | 晉級                                        | 晉級                               | 晉級                               | 晉級                                    | 當周票選第八                                | 淘汰                         | 淘汰                                        | 淘汰                                    | 淘汰                                    | 淘汰                                    |
| 琥珀少女        | 晉級                                        | 晉級                               | 當周票選倒數                       | 晉級                                    | 當周票選第九                                | 淘汰                         | 淘汰                                        | 淘汰                                    | 淘汰                                    | 淘汰                                    |
| 斯泰西·弗朗西斯 | 晉級                                        | 晉級                               | 晉級                               | 當周票選倒數                            | 淘汰                                        | 淘汰                         | 淘汰                                        | 淘汰                                    | 淘汰                                    | 淘汰                                    |
| 立體聲男孩      | 晉級                                        | 當周票選倒數                       | 當周票選倒數                       | 淘汰                                    | 淘汰                                        | 淘汰                         | 淘汰                                        | 淘汰                                    | 淘汰                                    | 淘汰                                    |
| 熱情少年組      | 晉級                                        | 當周票選倒數                       | 淘汰                               | 淘汰                                    | 淘汰                                        | 淘汰                         | 淘汰                                        | 淘汰                                    | 淘汰                                    | 淘汰                                    |
| 提亞·特里沃     | 淘汰                                        | 淘汰                               | 淘汰                               | 淘汰                                    | 淘汰                                        | 淘汰                         | 淘汰                                        | 淘汰                                    | 淘汰                                    | 淘汰                                    |
| 西蒙娜·貝特爾   | 淘汰                                        | 淘汰                               | 淘汰                               | 淘汰                                    | 淘汰                                        | 淘汰                         | 淘汰                                        | 淘汰                                    | 淘汰                                    | 淘汰                                    |
| 德奎斯特        | 淘汰                                        | 淘汰                               | 淘汰                               | 淘汰                                    | 淘汰                                        | 淘汰                         | 淘汰                                        | 淘汰                                    | 淘汰                                    | 淘汰                                    |
| 啤酒男孩        | 淘汰                                        | 淘汰                               | 淘汰                               | 淘汰                                    | 淘汰                                        | 淘汰                         | 淘汰                                        | 淘汰                                    | 淘汰                                    | 淘汰                                    |
| 菲利普·洛馬克斯 | 淘汰                                        | 淘汰                               | 淘汰                               | 淘汰                                    | 淘汰                                        | 淘汰                         | 淘汰                                        | 淘汰                                    | 淘汰                                    | 淘汰                                    |
|                 |                                             |                                    |                                    |                                         |                                             |                              |                                             |                                         |                                         |                                         |
| 終極PK          | 本周無終極PK1                               | 熱情少年組 立體聲男孩              | 琥珀少女 立體聲男孩                | 阿斯特罗 斯泰西·弗朗西斯                | 勒羅伊·貝爾 馬庫斯·卡提                     | 馬庫斯·卡提 德魯             | 馬庫斯·卡提 蕾切爾·克勞                     | 無終極PK或評委挽救 僅憑觀眾票選決定結果 | 無終極PK或評委挽救 僅憑觀眾票選決定結果 | 無終極PK或評委挽救 僅憑觀眾票選決定結果 |
| 評委投票決定    | 晉級                                        | 淘汰                               | 淘汰                               | 淘汰                                    | 淘汰                                        | 淘汰                         | 淘汰                                        | 無終極PK或評委挽救 僅憑觀眾票選決定結果 | 無終極PK或評委挽救 僅憑觀眾票選決定結果 | 無終極PK或評委挽救 僅憑觀眾票選決定結果 |
| 瑞德投票人選    | 阿斯特罗 馬庫斯·卡提 克里斯·勒內            | 熱情少年組                         | 立體聲男孩                         | 斯泰西·弗朗西斯                         | 勒羅伊·貝爾                                 | 德魯                         | 蕾切爾·克勞                                 | 無終極PK或評委挽救 僅憑觀眾票選決定結果 | 無終極PK或評委挽救 僅憑觀眾票選決定結果 | 無終極PK或評委挽救 僅憑觀眾票選決定結果 |
| 妮可投票人選    | 斯泰西·弗朗西斯 喬希·克拉伊奇克 勒羅伊·貝爾 | 熱情少年組                         | 立體聲男孩                         | 阿斯特罗                                | 馬庫斯·卡提                                 | 德魯                         | 蕾切爾·克勞                                 | 無終極PK或評委挽救 僅憑觀眾票選決定結果 | 無終極PK或評委挽救 僅憑觀眾票選決定結果 | 無終極PK或評委挽救 僅憑觀眾票選決定結果 |
| 寶拉投票人選    | 立體聲男孩 琥珀少女 熱情少年組              | 熱情少年組                         | 琥珀少女                           | 斯泰西·弗朗西斯                         | 馬庫斯·卡提                                 | 德魯                         | 馬庫斯·卡提                                 | 無終極PK或評委挽救 僅憑觀眾票選決定結果 | 無終極PK或評委挽救 僅憑觀眾票選決定結果 | 無終極PK或評委挽救 僅憑觀眾票選決定結果 |
| 西蒙投票人選    | 德魯 蕾切爾·克勞 梅拉尼·阿瑪羅              | 立體聲男孩                         | 立體聲男孩                         | 斯泰西·弗朗西斯                         | 勒羅伊·貝爾                                 | 馬庫斯·卡提                  | 馬庫斯·卡提                                 | 無終極PK或評委挽救 僅憑觀眾票選決定結果 | 無終極PK或評委挽救 僅憑觀眾票選決定結果 | 無終極PK或評委挽救 僅憑觀眾票選決定結果 |
| 淘汰            | 菲利普·洛馬克斯                             | 熱情少年組 三票對一票 多數票遭淘汰 | 立體聲男孩 三票對一票 多數票遭淘汰 | 斯泰西·弗朗西斯 三票對一票 多數票遭淘汰 | 琥珀少女 觀眾票直接淘汰                     | 阿斯特罗 觀眾票直接淘汰      | 蕾切爾·克勞 兩票對兩票 進入決勝局遭觀眾淘汰 | 馬庫斯·卡提 觀眾票直接淘汰              | 克里斯·勒內 觀眾票直接淘汰              | 喬希·克拉伊奇克 觀眾票直接淘汰          |
| 淘汰            | 啤酒男孩                                    | 熱情少年組 三票對一票 多數票遭淘汰 | 立體聲男孩 三票對一票 多數票遭淘汰 | 斯泰西·弗朗西斯 三票對一票 多數票遭淘汰 | 琥珀少女 觀眾票直接淘汰                     | 阿斯特罗 觀眾票直接淘汰      | 蕾切爾·克勞 兩票對兩票 進入決勝局遭觀眾淘汰 | 馬庫斯·卡提 觀眾票直接淘汰              | 克里斯·勒內 觀眾票直接淘汰              | 喬希·克拉伊奇克 觀眾票直接淘汰          |
| 淘汰            | 德奎斯特                                    | 熱情少年組 三票對一票 多數票遭淘汰 | 立體聲男孩 三票對一票 多數票遭淘汰 | 斯泰西·弗朗西斯 三票對一票 多數票遭淘汰 | 勒羅伊·貝爾 兩票對兩票 進入決勝局遭觀眾淘汰 | 德魯 三票對一票 多數票遭淘汰 | 蕾切爾·克勞 兩票對兩票 進入決勝局遭觀眾淘汰 | 馬庫斯·卡提 觀眾票直接淘汰              | 克里斯·勒內 觀眾票直接淘汰              | 梅拉尼·阿瑪羅 冠軍                      |
| 淘汰            | 提亞·特里沃                                 | 熱情少年組 三票對一票 多數票遭淘汰 | 立體聲男孩 三票對一票 多數票遭淘汰 | 斯泰西·弗朗西斯 三票對一票 多數票遭淘汰 | 勒羅伊·貝爾 兩票對兩票 進入決勝局遭觀眾淘汰 | 德魯 三票對一票 多數票遭淘汰 | 蕾切爾·克勞 兩票對兩票 進入決勝局遭觀眾淘汰 | 馬庫斯·卡提 觀眾票直接淘汰              | 克里斯·勒內 觀眾票直接淘汰              | 梅拉尼·阿瑪羅 冠軍                      |
| 淘汰            | 西蒙娜·貝特爾                               | 熱情少年組 三票對一票 多數票遭淘汰 | 立體聲男孩 三票對一票 多數票遭淘汰 | 斯泰西·弗朗西斯 三票對一票 多數票遭淘汰 | 勒羅伊·貝爾 兩票對兩票 進入決勝局遭觀眾淘汰 | 德魯 三票對一票 多數票遭淘汰 | 蕾切爾·克勞 兩票對兩票 進入決勝局遭觀眾淘汰 | 馬庫斯·卡提 觀眾票直接淘汰              | 克里斯·勒內 觀眾票直接淘汰              | 梅拉尼·阿瑪羅 冠軍                      |
| 來源            | [ 35 ]                                      | [ 36 ]                             | [ 37 ]                             | [ 38 ]                                  | [ 39 ]                                      | [ 40 ]                       | [ 41 ]                                      | [ 42 ]                                  | [ 來源請求 ]                            | [ 來源請求 ]                            |

- ^1  第一周沒有觀眾投票，完全由評委決定他所指導的那組選手中淘汰誰。[43]

### 直播賽詳情

#### 第一周
| 選手            | 出場順序 | 曲目                              | 最終結果 |
| --------------- | -------- | --------------------------------- | -------- |
| 阿斯特罗        | 1        | "Jump"                            | 晉級     |
| 克里斯·勒內     | 2        | "Love Don't Live Here Anymore"    | 晉級     |
| 菲利普·洛馬克斯 | 3        | "I'm a Believer"                  | 淘汰     |
| 馬庫斯·卡提     | 4        | "Do You Really Want to Hurt Me"   | 晉級     |
| 立體聲男孩      | 5        | "Try a Little Tenderness"         | 晉級     |
| 啤酒男孩        | 6        | "Rich Girl" / "Faith"             | 淘汰     |
| 熱情少年組      | 7        | "The Clapping Song" / "Footloose" | 晉級     |
| 琥珀少女        | 8        | "Come On Eileen"                  | 晉級     |
| 德奎斯特        | 9        | "Womanizer" / "I Kissed a Girl"   | 淘汰     |
| 勒羅伊·貝爾     | 10       | "Nobody Knows"                    | 晉級     |
| 斯泰西·弗朗西斯 | 11       | "One More Try"                    | 晉級     |
| 喬希·克拉伊奇克 | 12       | "Forever Young"                   | 晉級     |
| 西蒙娜·貝特爾   | 13       | "Just Be Good to Me"              | 淘汰     |
| 蕾切爾·克勞     | 14       | "Where Did Our Love Go" / "Baby"  | 晉級     |
| 德魯            | 15       | "Flashdance... What a Feeling"    | 晉級     |
| 提亞·特里沃     | 16       | "Sweet Dreams (Are Made of This)" | 淘汰     |
| 梅拉尼·阿瑪羅   | 17       | "I Have Nothing"                  | 晉級     |

* 首周直播賽並沒有觀眾投票環節，因此也沒有終極PK等後續環節。本周由評委從他們所指導的組別中挑選三人進入下一周直播賽。
評委投票結果
- 瑞德：菲利普·洛馬克斯
- 寶拉：啤酒男孩
- 妮可：德奎斯特
- 西蒙：西蒙娜·貝特爾和提亞·特里沃

* 本周評委投票將決定各組晉級的3名選手。由於西蒙所負責的女生組相較其他組多出1人，故而本周女生組淘汰2人。

#### 第二周
- 本周表演主題：評委選擇
- 本周表演嘉賓：嘉（英语：Outasight） 《Tonight Is the Night（英语：Tonight Is the Night (song)）》[45]
- 本周集體表演曲目：《"Without You"（英语：Without You (David Guetta song)）》[來源請求]

| 選手            | 出場順序 | 曲目                                    | 比賽結果 |
| --------------- | -------- | --------------------------------------- | -------- |
| 立體聲男孩      | 1        | "Rhythm Nation"                         | 待定     |
| 克里斯·勒內     | 2        | "Superstar"                             | 晉級     |
| 勒羅伊·貝爾     | 3        | "I'm Already There"                     | 晉級     |
| 蕾切爾·克勞     | 4        | "Walking on Sunshine"                   | 晉級     |
| 琥珀少女        | 5        | "Landslide"                             | 晉級     |
| 喬希·克拉伊奇克 | 6        | "Jar of Hearts"                         | 晉級     |
| 梅拉尼·阿瑪羅   | 7        | "Desperado"                             | 晉級     |
| 阿斯特罗        | 8        | "Hip Hop Hooray" / "Get Ur Freak On"    | 晉級     |
| 熱情少年組      | 9        | "Kids in America" / "Party Rock Anthem" | 待定     |
| 德魯            | 10       | "Just a Dream"                          | 晉級     |
| 馬庫斯·卡提     | 11       | "Nothin' on You" / "Every Little Step"  | 晉級     |
| 斯泰西·弗朗西斯 | 12       | "Up to the Mountain"                    | 晉級     |
| 終極PK          |          |                                         |          |
| 立體聲男孩      | 1        | "Emotion"                               | 晉級     |
| 熱情少年組      | 2        | "My Life Would Suck Without You"        | 淘汰     |

評委淘汰票投票結果
- 西蒙：立體聲男孩（基於終極PK環節的表現）
- 寶拉：熱情少年組（基於其個人的從業經驗）
- 妮可：熱情少年組（認為立體聲男孩可以表現更好）
- 瑞德：熱情少年組（節目時限原因而未給出具體原因）

#### 第三周
- 本周表演主題：電影插曲[47]
- 本周表演嘉賓：維勒·史密斯（英语：Willow Smith）《Fireball（英语：Fireball (Willow Smith song)）》；[47]潔西·傑《Domino（英语：Domino (Jessie J song)）》[47]
- 本周集體表演曲目：《Save the World（英语：Save the World (song)）》

| 選手                   | 出場順序 | 曲目                                         | 所屬電影                     | 結果 |
| ---------------------- | -------- | -------------------------------------------- | ---------------------------- | ---- |
| 斯泰西·弗朗西斯        | 1        | "Queen of the Night"                         | 保鏢                         | 晉級 |
| 馬庫斯·卡提            | 2        | "I'm Going Down"                             | 洗車場                       | 晉級 |
| 德魯                   | 3        | "修补你的心"                                 | 同居三人行                   | 晉級 |
| LeRoy Bell             | 4        | "I Still Haven't Found What I'm Looking For" | Runaway Bride                | 晉級 |
| Lakoda Rayne           | 5        | "Somebody Like You"                          | How to Lose a Guy in 10 Days | 待定 |
| Astro                  | 6        | "Lose Yourself"                              | 8 Mile                       | 晉級 |
| Melanie Amaro          | 7        | "Man in the Mirror"                          | Michael Jackson's This Is It | 晉級 |
| The Stereo Hogzz       | 8        | "Ain't No Other Man"                         | Get Smart                    | 待定 |
| Josh Krajcik           | 9        | "With a Little Help from My Friends"         | Across the Universe          | 晉級 |
| Chris Rene             | 10       | "Gangsta's Paradise"                         | Dangerous Minds              | 晉級 |
| Rachel Crow            | 11       | "I'd Rather Go Blind"                        | Cadillac Records             | 晉級 |
| Final showdown details |          |                                              |                              |      |
| Lakoda Rayne           | 1        | "No Air"                                     | "No Air"                     | 晉級 |
| The Stereo Hogzz       | 2        | "You Are Not Alone"                          | "You Are Not Alone"          | 淘汰 |

## 節目反響

### 美國地區收視情況
| 剧集                   | 首播日期 | 收視率 | 闔家收視率 | 收視率/闔家收視率 （18歲至49歲） | 收視觀眾 （百萬） | 收視排名 （同時段） | 收視排名 （當晚） |
| ---------------------- | -------- | ------ | ---------- | -------------------------------- | ----------------- | ------------------- | ----------------- |
| 海選第一場             | 9月21日  | 7.2    | 12         | 4.4/12                           | 12.49             | #1                  | #2                |
| 海選第二場             | 9月22日  | 7.0    | 11         | 4.3/11                           | 12.51             | #1                  | #2                |
| 海選第三場             | 9月28日  | 6.9    | 11         | 4.1/11                           | 11.86             | #1                  | #2                |
| 海選第四場             | 9月29日  | 6.9    | 11         | 3.9/11                           | 12.17             | #1                  | #2                |
| 訓練營第一場           | 10月5日  | 6.8    | 11         | 4.1/11                           | 11.93             | #1                  | #2                |
| 訓練營第二場           | 10月6日  | 7.0    | 11         | 4.0/11                           | 11.67             | #1                  | #1                |
| 評委之家第一場         | 10月13日 | 6.4    | 10         | 3.7/10                           | 11.24             | #1                  | #1                |
| 評委之家第二場         | 10月16日 |        | 10         | 3.4/10                           | 8.84              | #1                  | #2                |
| 評委之家第三場         | 10月18日 |        | 10         | 3.9/10                           | 10.39             | #1                  | #1                |
| 直播賽第一周           | 10月25日 | 7.0    | 12         | 4.4/12                           | 12.09             | #1                  | #1                |
| 直播賽第二周（表演秀） | 11月2日  | 6.8    | 11         | 4.0/11                           | 11.76             | #1                  | #1                |
| 直播賽第二周（結果秀） | 11月3日  | 6.4    | 11         | 3.7/11                           | 11.64             | #2                  | #2                |
| 直播賽第三周（表演秀） | 11月9日  |        | 10         | 3.8/10                           | 10.25             | #2                  | #2                |
| 直播賽第三周（結果秀） | 11月10日 |        | 9          | 3.3/9                            | 10.13             | #2                  | #4                |
| 直播賽第四周（表演秀） | 11月16日 |        | 10         | 3.9/10                           | 11.31             | #1                  | #2                |
| 直播賽第四周（結果秀） | 11月17日 |        | 9          | 3.1/9                            | 9.71              | #2                  | #3                |
| 直播賽第五周（表演秀） | 11月22日 | 5.8    | 9          | 3.2/9                            | 9.43              | #2                  | #3                |
| 直播賽第五周（結果秀） | 11月23日 |        | 8          | 2.5/8                            | 8.51              | #2                  | #3                |
| 直播賽第六周（表演秀） | 11月30日 |        | 10         | 3.7/10                           | 11.05             | #1                  | #1                |
| 直播賽第六周（結果秀） | 12月1日  | 6.0    | 9          | 3.1/9                            | 10.34             | #1                  | #1                |
| 直播賽第七周（表演秀） | 12月7日  |        | 9          | 3.4/9                            | 10.70             | #1                  | #3                |
| 直播賽第七周（結果秀） | 12月8日  |        | 8          | 2.9/8                            | 9.84              | #2                  | #3                |
| 半決賽（表演秀）       | 12月14日 |        | 9          | 3.4/9                            | 10.69             | #1                  | #3                |
| 半決賽（結果秀）       | 12月15日 |        | 9          | 2.9/9                            | 9.87              | #1                  | #2                |
| 總決賽上半場           | 12月21日 | 6.9    | 10         | 3.3/10                           | 11.23             | #1                  | #1                |
| 總決賽下半場           | 12月22日 | 7.5    | 11         | 3.8/11                           | 12.59             | #1                  | #1                |

1. 1 2  按照原定計劃，“評委之家”環節的實況將於10月12日、13日和18日播出。但是由於天氣原因導致2011年度美國聯盟冠軍賽延遲播出，因而“評委之家”的第一場實況播出也被延遲到10月13日播出。因此，所有與福克斯廣播公司簽訂同步轉播協議的其他國家或地區播出機構也相應調整了播出時間。